# Peter Okee
Peter Okee, né à une date inconnue et mort le 12 avril 1998, est un footballeur ougandais, devenu entraîneur de football.

## Biographie
Joueur de Prisons FC, il remporte les deux premiers championnats d'Ouganda en 1968 et en 1969, mais à la suite de plusieurs blessures, il arrête sa carrière de joueur en 1969. Entretemps, il est international ougandais et participe à la CAN 1968, où l'Ouganda est éliminée au premier tour. Il remporte avec l'Ouganda deux Challenge Cup, ancêtre de la Coupe CECAFA des nations, en 1968 et en 1969.
Malgré ses blessures, il entame une carrière d'entraîneur : il est pendant deux mandats (1976-1981 et 1983) le sélectionneur des Cranes et réussit l'exploit lors de la CAN 1978, d'amener la sélection en finale, battue par le Ghana. Par la suite, il entraîne le club de Nile Breweries FC dans son pays natal avant d'émigrer au Kenya pour diriger la formation de Mumias Sugar. Il ne revient en Ouganda qu'en 1998. Il meurt dans une pauvreté extrême, avec une santé très précaire.